# 2004-es fedett pályás atlétikai világbajnokság
A 2004-es fedett pályás atlétikai világbajnokságot Budapesten, Magyarországon rendezték március 5. és március 7. között. A vb-n 28 versenyszámot rendeztek.

## A magyar sportolók eredményei
Magyarország a világbajnokságon tizenhét sportolóval képviseltette magát.

## Éremtáblázat
| Helyezés | Nemzet                          | Arany | Ezüst | Bronz | Összesen |
| 1.       | Oroszország                     | 8     | 6     | 5     | 19       |
| 2.       | Egyesült Államok                | 4     | 5     | 1     | 10       |
| 3.       | Etiópia                         | 2     | 1     | 1     | 4        |
| 3.       | Svédország                      | 2     | 1     | 1     | 4        |
| 5.       | Kenya                           | 2     | 0     | 1     | 3        |
| 6.       | Jamaica                         | 1     | 2     | 2     | 5        |
| 7.       | Ukrajna                         | 1     | 2     | 1     | 4        |
| 8.       | Csehország                      | 1     | 1     | 1     | 3        |
| 9.       | Kanada                          | 1     | 1     | 0     | 2        |
| 9.       | Portugália                      | 1     | 1     | 0     | 2        |
| 11.      | Bahama-szigetek                 | 1     | 0     | 1     | 2        |
| 11.      | Nagy-Britannia                  | 1     | 0     | 1     | 2        |
| 13.      | Grenada                         | 1     | 0     | 0     | 1        |
| 13.      | Mozambik                        | 1     | 0     | 0     | 1        |
| 13.      | Dél-afrikai Köztársaság         | 1     | 0     | 0     | 1        |
| 16.      | Fehéroroszország                | 0     | 2     | 1     | 3        |
| 17.      | Brazília                        | 0     | 1     | 1     | 2        |
| 18.      | Bahrein                         | 0     | 1     | 0     | 1        |
| 18.      | Belgium                         | 0     | 1     | 0     | 1        |
| 18.      | Kína                            | 0     | 1     | 0     | 1        |
| 18.      | Szlovénia                       | 0     | 1     | 0     | 1        |
| 18.      | Szudán                          | 0     | 1     | 0     | 1        |
| 23.      | Kuba                            | 0     | 0     | 2     | 2        |
| 23.      | Görögország                     | 0     | 0     | 2     | 2        |
| 23.      | Románia                         | 0     | 0     | 2     | 2        |
| 26.      | Horvátország                    | 0     | 0     | 1     | 1        |
| 26.      | Kongói Demokratikus Köztársaság | 0     | 0     | 1     | 1        |
| 26.      | Dánia                           | 0     | 0     | 1     | 1        |
| 26.      | Franciaország                   | 0     | 0     | 1     | 1        |
| 26.      | Németország                     | 0     | 0     | 1     | 1        |
| 26.      | Írország                        | 0     | 0     | 1     | 1        |
| 26.      | Litvánia                        | 0     | 0     | 1     | 1        |
| Összesen | Összesen                        | 28    | 28    | 30    | 86       |

## Érmesek
- WR – világrekord
- CR – világbajnoki rekord
- AR – kontinens rekord
- NR – országos rekord
- PB – egyéni rekord
- WL – az adott évben aktuálisan a világ legjobb eredménye
- SB – az adott évben aktuálisan az egyéni legjobb eredmény

### Férfi
| Versenyszám     | Arany                                                                        | Arany        | Ezüst                                                                                | Ezüst        | Bronz                                                                              | Bronz     |
| --------------- | ---------------------------------------------------------------------------- | ------------ | ------------------------------------------------------------------------------------ | ------------ | ---------------------------------------------------------------------------------- | --------- |
| 60 m            | Jason Gardener · Nagy-Britannia                                              | 6,49         | Shawn Crawford · Egyesült Államok                                                    | 6,52         | Jeórjiosz Theodorídisz · Görögország                                               | 6,54 =SB  |
| 200 m           | Dominic Demeritte · Bahama-szigetek                                          | 20,66 NR     | Johan Wissman · Svédország                                                           | 20,72        | Tobias Unger · Németország                                                         | 21,02     |
| 400 m           | Alleyne Francique · Grenada                                                  | 45,88        | Davian Clarke · Jamaica                                                              | 45,92        | Gary Kikaya · Kongói Demokratikus Köztársaság                                      | 46,30     |
| 800 m           | Mbulaeni Mulaudzi · Dél-afrikai Köztársaság                                  | 1:45,71      | Rasíd Ramzi · Bahrein                                                                | 1:46,15 AR   | Osmar dos Santos · Brazília                                                        | 1:46,26   |
| 1500 m          | Paul Korir · Kenya                                                           | 3:52,31      | Ivan Hesko · Ukrajna                                                                 | 3:52,34      | Laban Rotich · Kenya                                                               | 3:52,93   |
| 3000 m          | Bernard Lagat · Kenya                                                        | 7:56,34      | Rui Silva · Portugália                                                               | 7:57,08      | Markos Geneti · Etiópia                                                            | 7:57,87   |
| 60 m gát        | Allen Johnson · Egyesült Államok                                             | 7,36 CR      | Liu Hsziang · Kína                                                                   | 7,43 AR      | Maurice Wignall · Jamaica                                                          | 7,48 NR   |
| 4 × 400 m váltó | Jamaica · Greg Haughton · Leroy Colquhoun · Michael McDonald · Davian Clarke | 3:05,21 WL   | Oroszország · Dmitrij Forsev · Borisz Gorbany · Andrej Rudnyickij · Alekszandr Uszov | 3:06,23      | Írország · Robert Daly · Gary Ryan · David Gillick · David McCarthy                | 3:10,44   |
| Magasugrás      | Stefan Holm · Svédország                                                     | 235 cm       | Jaroszlav Ribakov · Oroszország                                                      | 232 cm       | Ştefan Vasilache · Románia · Germaine Mason · Jamaica · Jaroslav Bába · Csehország | 225 cm    |
| Rúdugrás        | Igor Pavlov · Oroszország                                                    | 580 cm =PB   | Adam Ptácek · Csehország                                                             | 570 cm =SB   | Denisz Jurcsenko · Ukrajna                                                         | 570 cm    |
| Távolugrás      | Savanté Stringfellow · Egyesült Államok                                      | 840 cm       | James Beckford · Jamaica                                                             | 831 cm       | Vitalij Skurlatov · Oroszország                                                    | 828 cm    |
| Hármasugrás     | Christian Olsson · Svédország                                                | 17,83 m =WR  | Jadel Gregório · Brazília                                                            | 17,43 m      | Yoandri Betanzos · Kuba                                                            | 17,36 m   |
| Súlylökés       | Christian Cantwell · Egyesült Államok                                        | 21,49 m      | Reese Hoffa · Egyesült Államok                                                       | 21,07 m PB   | Joachim Olsen · Dánia                                                              | 20,99 m   |
| Hétpróba        | Roman Šebrle · Csehország                                                    | 6438 pont WL | Bryan Clay · Egyesült Államok                                                        | 6365 pont PB | Lev Lobogyin · Oroszország                                                         | 6203 pont |

### Női
| Versenyszám     | Arany                                                                                | Arany        | Ezüst                                                                                     | Ezüst        | Bronz                                                                | Bronz        |
| --------------- | ------------------------------------------------------------------------------------ | ------------ | ----------------------------------------------------------------------------------------- | ------------ | -------------------------------------------------------------------- | ------------ |
| 60 m            | Gail Devers · Egyesült Államok                                                       | 7,08         | Kim Gevaert · Belgium                                                                     | 7,12 NR      | Julija Neszcjarenka · Fehéroroszország                               | 7,12         |
| 200 m           | Natallja Szafronynikava · Fehéroroszország                                           | 23,13        | Szvetlana Goncsarenko · Oroszország                                                       | 23,15        | Karin Mayr-Krifka · Ausztria                                         | 23,18        |
| 400 m           | Natalja Nazarova · Oroszország                                                       | 50,19 CR     | Oleszja Forseva · Oroszország                                                             | 50,65 PB     | Tonique Williams-Darling · Bahama-szigetek                           | 50,87 NR     |
| 800 m           | Maria de Lurdes Mutola · Mozambik                                                    | 1:58,50      | Jolanda Čeplak · Szlovénia                                                                | 1:58,72      | Joanne Fenn · Nagy-Britannia                                         | 1:59,50 NR   |
| 1500 m          | Kutre Dulecha · Etiópia                                                              | 4:06,40      | Carmen Douma-Hussar · Kanada                                                              | 4:08,18 NR   | Gulnara Szamitova · Oroszország                                      | 4:08,26      |
| 3000 m          | Meseret Defar · Etiópia                                                              | 9:11,22      | Berhane Adere · Etiópia                                                                   | 9:11,43      | Shayne Culpepper · Egyesült Államok                                  | 9:12,15      |
| 60 m gát        | Perdita Felicien · Kanada                                                            | 7,75 CR      | Gail Devers · Egyesült Államok                                                            | 7,78         | Linda Ferga-Khodadin · Franciaország                                 | 7,82 NR      |
| 4 × 400 m váltó | Oroszország · Oleszja Forseva · Olga Kotljarova · Tatyjana Levina · Natalja Nazarova | 3:23,88 WR   | Fehéroroszország · Natallja Szalahub · Hanna Kazak · Ilona Uszovics · Szvjatlana Uszovics | 3:29,96 NR   | Románia · Angela Morosanu · Alina Râpanu · Maria Rus · Ionela Târlea | 3:30,06 NR   |
| Magasugrás      | Jelena Szleszarenko · Oroszország                                                    | 204 cm =WL   | Anna Csicserova · Oroszország                                                             | 200 cm       | Blanka Vlašić · Horvátország                                         | 197 cm       |
| Rúdugrás        | Jelena Iszinbajeva · Oroszország                                                     | 486 cm WR    | Stacy Dragila · Egyesült Államok                                                          | 481 cm AR    | Szvetlana Feofanova · Oroszország                                    | 470 cm       |
| Távolugrás      | Tatyjana Lebegyeva · Oroszország                                                     | 698 cm WL    | Tatyjana Kotova · Oroszország                                                             | 693 cm       | Carolina Klüft · Svédország                                          | 692 cm NR    |
| Hármasugrás     | Tatyjana Lebegyeva · Oroszország                                                     | 15,36 m WR   | Yamilé Aldama · Szudán                                                                    | 14,90 m AR   | Hriszopijí Devedzí · Görögország                                     | 14,73 m      |
| Súlylökés       | Szvetlana Kriveljova · Oroszország                                                   | 19,90 m      | Yumileidi Cumbá · Kuba                                                                    | 19,31 m      | Nadine Kleinert · Németország                                        | 19,05 m      |
| Ötpróba         | Naide Gomes · Portugália                                                             | 4759 pont WL | Natalija Dobrinszka · Ukrajna                                                             | 4727 pont NR | Austra Skujytė · Litvánia                                            | 4679 pont NR |